# Juan Carlos del Palatinado-Gelnhausen
Juan Carlos del Palatinado-Gelnhausen (Bischwiller, 17 de octubre de 1638-Gelnhausen, 21 de febrero de 1704), fue un príncipe alemán y antepasado de la rama cadete de la familia real de Baviera conocida, desde principios del siglo XIX, como Duque en Baviera. Tomó Gelnhausen como el nombre de su rama de la familia después de adquirir esa finca en 1669.

## Biografía
Juan Carlos era el menor de dos hijos de Cristián I del Palatinado-Birkenfeld-Bischweiler y su esposa, Magdalena Catalina, Condesa Palatina de Zweibrücken (1606-1648), hija del Conde Palatino Juan II de Zweibrücken.
Junto con su hermano mayor Cristián II del Palatinado-Zweibrücken-Birkenfeld , fue educado por Felipe Jacobo Spener y luego estudió en la Universidad de Estrasburgo. A partir de entonces, los hermanos realizaron una gran viaje de cinco años, que los llevó, entre otros lugares, a Francia, Holanda, Inglaterra, Suecia y Suiza.
Participó como comandante de caballería en el ejército de su primo el conde palatino que en 1654 se había convertido en rey de Suecia como Carlos X y libró la guerra contra Dinamarca. Posteriormente luchó contra los turcos en Hungría. Luego ingresó al servicio holandeses. Participó en 1674 en la batalla de Seneffe y fue ascendido al rango de Primer Líder del Ejército. Luego dejó el ejército y se retiró a Gelnhausen.

## Fundador de la rama de Gelnhausen
En 1669 Juan Carlos compró el Fürstenhof ("corte principesco") de Gelnhausen, que incluía la Residenz , jardines y parcelas de tierra que el Sacro Emperador Romano Germánico había concedido por primera vez a un Wittelsbach anterior, el Elector Palatino Luis III en 1435. En 1671 Juan Carlos y su hermano heredaron conjuntamente el condado palatino de Birkenfeld. En 1673 acordaron que, aunque Christian conservaría Birkenfeld así como otra herencia, Bischweiler, Juan Carlos recibiría el patrimonio de Neuburgo, una lista civil de 6.000 florines que constituían un tercio de los ingresos de otra propiedad familiar, el condado palatino de Neuburgo, más la entrega anual de cuatro carretas de Vino de Mosela de las bodegas de Trarbach. En los pactos con su hermano Christian II firmados en 1681 y 1683, Juan Carlos fue designado para la administración de Gelnhausen.

### Matrimonios e hijos

#### Primer matrimonio
Juan Carlos se casó con su primera esposa, la princesa Sofía Amalia de Zweibrücken (1646–1695), en 1685 en Weikersheim. Era hija del príncipe Federico, conde palatino de Zweibrücken y la condesa Ana Juliana de Nassau-Saarbrücken (1617-1667)], viuda del conde Siegfried de Hohenlohe-Weikersheim. Juan Carlos y Sofía Amalia de Zweibrücken tuvieron una hija:
- Juliana Magdalena (1686-1720) casada en 1704 con el duque Joaquín Federico de Schleswig-Holstein-Sonderburg-Plön (1668-1722).

#### Segundo matrimonio
Aunque Sofía Amalia murió el 30 de noviembre de 1695 sin haberle dado a luz un heredero varón, Juan Carlos escribió a Christian el 25 de julio de 1696 declarando que si, sintiéndose incapaz de seguir viviendo solo y atendiendo el deseo de su corazón, se volviera a casar, sólo sería un matrimonio de afecto, ya que no estaba en condiciones de mantener una dama de rango. Tres días después, se casó con la dama de compañía de su difunta esposa, Esther Maria von Witzleben-Elgersburg (1666-1725), la viuda de 30 años de Johann Friedrich von Brömbsen . Aunque su familia pertenecía a la antigua nobleza de Turingia, carecían del estado de Inmediación imperial que disfrutaban los condes palatinos. Esther Maria era hija de Georg Friedrich von Witzleben-Elgersburg (m. 1689), jefe de guardaparques (Oberförstmeister) en la corte del ducado de Sajonia-Römhild y su esposa Maria Magdalena von Hanstein, cuya abuela Sibylla (m. 1625) también era una miembro de la familia Witzleben. En pocas semanas, Juan Carlos se encontró tratando de conciliar a su hermano que lo desaprobaba, revelando el matrimonio pero asegurándole que era un arreglo estrictamente privado, y que si algún hijo naciera de él, él "no reclamaría más por ellos que ser tomados como nobles, de modo que no haya nada que temer con respecto a la sucesión ". En agosto, Johann Carl había llegado a un acuerdo (Vertrag) en este sentido con su hermano mayor, pero luego cambió de opinión. Pidió al emperador que convirtiera a su esposa en una condesa imperial, mientras que Christian II se negó a reconocer a los hijos nacidos del matrimonio de su hermano posteriormente (tres hijos y dos hijas) como agnados de la dinastía. Juan Carlos y Esther María von Witzleben tuvieron cinco hijos:
- Federico Bernardo (1697-1739), se casó en 1737 con la princesa Ernestina Luisa de Waldeck (1705-1782).
- Juan (1698-1780), se casó con Sofía Carlota de Salm -Dhaun (1719-1770).
- Guillermo (1701-1760), mariscal de campo del ejército húngaro y más tarde general de caballería del ejército holandés.
- Carlota Catalina (1699-1785), se casó en 1745 con el príncipe Federico Guillermo de Solms-Braunfels (1696-1761).
- Sofía María (1702-1761), se casó en 1722 con el conde Heinrich XXV Reuss von Schleiz zu Köstritz (1681-1748).